# 内纳德·波格丹诺维奇

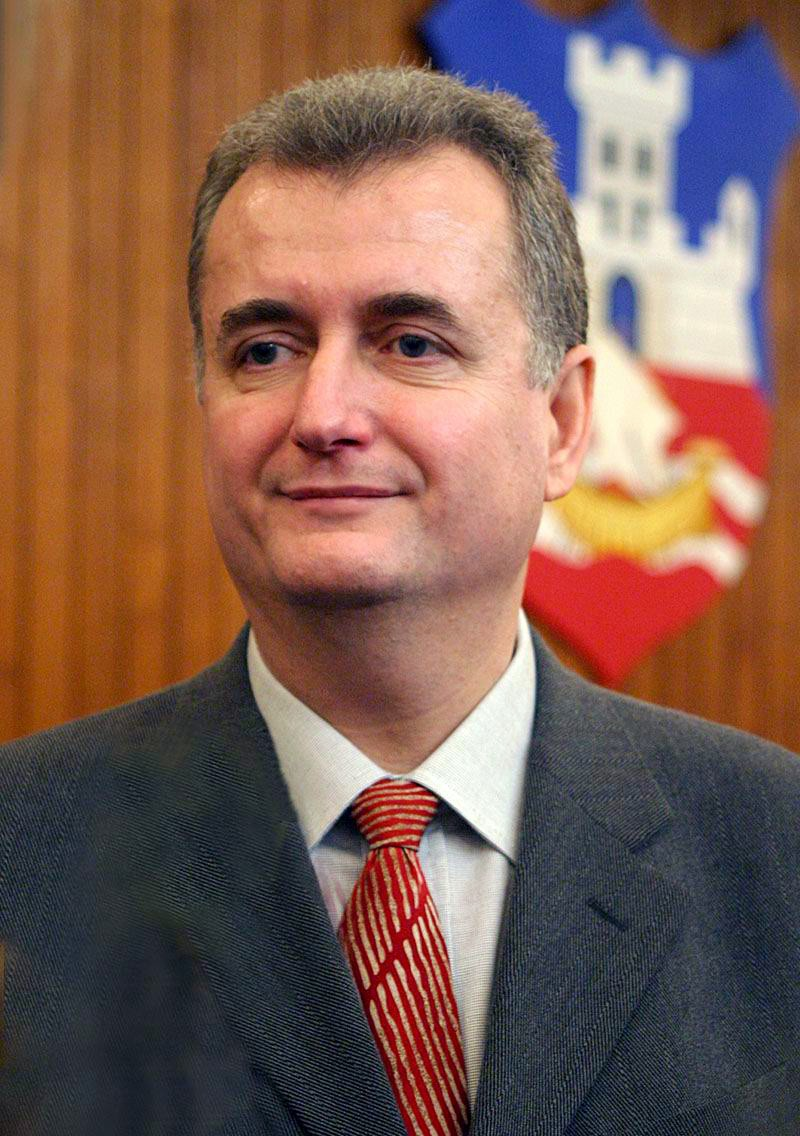
内纳德·波格丹诺维奇

内纳德·波格丹诺维奇（1954年5月12日—2007年9月27日），塞尔维亚政治家，塞尔维亚民主党成员，2004年10月至2007年9月担任贝尔格莱德市长。